# Salix chingiana
Salix chingiana ist ein kleiner Baum aus der Gattung der Weiden (Salix) mit matt purpurfarbenen, kahlen Zweigen. Die Nebenblätter sind bleibend, die Blattspreiten haben Längen von 7 bis 10 Zentimetern. Das natürliche Verbreitungsgebiet der Art liegt in China.

## Beschreibung
Salix chingiana ist ein bis zu 7 Meter hoher Baum mit matt purpurfarbenen und kahlen Zweigen. Die Laubblätter haben eiförmige oder schräg eiförmige Nebenblätter und einen etwa 1,3 Zentimeter langen, kahlen und zur Spreite hin manchmal drüsigen Blattstiel. Die Blattspreite ist lanzettlich oder schmal lanzettlich, 7 bis 10 Zentimeter lang und 1,7 bis 2 Zentimeter breit, spitz oder zugespitzt, mit keilförmiger Basis und drüsig gesägtem Blattrand. Die Blattoberseite ist grün, die Unterseite blass und kahl.
Die männlichen Blütenstände sind etwa 3 Zentimeter lange und 6 Millimeter durchmessende Kätzchen. Der Blütenstandsstiel trägt zwei oder drei, selten bis fünf Blätter. Die Blütenstandsachse ist weiß zottig behaart. Die Tragblätter sind schmal eiförmig, etwa 1,7 Millimeter lang, oberseits zottig behaart und kahl auf der Unterseite. Männliche Blüten haben eine adaxiale und eine abaxiale Nektardrüse, die an der Basis zusammengewachsen sind und vier Lappen bilden. Die selten nur drei meist vier und selten bis sechs Staubblätter haben etwa 3,5 Millimeter lange und an der Basis spärlich daunig behaarte Staubfäden. Weibliche Kätzchen sind bis zur Blüte etwa 4 Zentimeter lang und erreichen bei Fruchtreife eine Länge von 10 Zentimeter. Der Blütenstandsstiel ist lang und trägt zwei oder drei Blätter. Die Blütenstandsachse ist fein behaart. Die Tragblätter sind oberseits daunig behaart, die Unterseite ist ebenfalls daunig behaart oder beinahe kahl. Weibliche Blüten haben eine zylindrische oder beinahe quadratische, adaxiale Drüse. Der Fruchtknoten ist ellipsoid-zylindrisch oder ellipsoid, selten eiförmig, kahl und lang gestielt. Der Griffel ist unscheinbar, die Narbe dreilappig. Salix chingiana blüht nach dem Blattaustrieb im Juli, die Früchte reifen von Juli bis August.

## Vorkommen
Das natürliche Verbreitungsgebiet liegt im Südosten der chinesischen Provinz Gansu und im Osten von Qinghai. Salix chingiana wächst in der Nähe von Gewässern in Höhen von 2600 bis 3100 Metern.

## Systematik
Salix chingiana ist eine Art aus der Gattung der Weiden (Salix) in der Familie der Weidengewächse (Salicaceae). Dort wird sie der Sektion Wilsonia zugeordnet. Sie wurde 1998 von Kin Shen Hao erstmals wissenschaftlich gültig beschrieben. Der Gattungsname Salix stammt aus dem Lateinischen und wurde schon von den Römern für verschiedene Weidenarten verwendet.

## Nachweise